# Paul Holmgren
Paul Howard Holmgren (* 2. prosince 1955, Saint Paul, Minnesota) je generální manažer týmu Philadelphia Flyers.
Jako trenér začal v sezoně 1987-88 coby asistent trenéra Flyers Mika Keenana. Poté byl jmenován hlavním koučem Philadelphie kde setrval od roku 1988 do roku 1992, kdy byl během sezony odvolán. Pak pracoval pro Hartford Whalers jako scout a poté se stal hlavním trenérem (1992-96). Od roku 1996 pracoval opět pro Philadelphia Flyers jako asistent manažera.
Až sezóna 2006/2007 pro něj znamenala průlom. Po špatném začátku ročníku Philadelphia odvolala manažera Bobbyho Clarka a na jeho místo dosadil právě Holmgrena.
Ten však špatně rozehranou sezónu nezachránil a tým nakonec skončil naprosto poslední v NHL. Holmgren však připravil skvělý plán přestavby a hned v následujícím ročníku se jeho tým kvalifikoval do finále konference, kde nakonec podlehl Pittsburgh Penguins.
Tím, že Holmgren přivedl do týmu Daniela Briera, Kimmo Timonena, Braydona Coburna, Martina Birona a další, dokázal, že je opravdu schopný manažer.